# 奇丹巴拉姆·帕德马纳班·拉马努詹
奇丹巴拉姆·帕德马纳班·拉马努詹（Chidambaram Padmanabhan Ramanujam；1938年1月9日—1974年10月27日），印度數學家。
他的化學非常好，家中自設了化學實驗室，不過他在大學還是選了另一項至愛：數學。也許是因為他年紀太小便入學，1957年畢業時，他只獲二等榮譽。這件事可能是他對自己的數學能力缺乏信心的原因之一。
在畢業和到研究所之間的空檔，他從一位已退休的數學家學了高等分析數論。到了
孟買的Tata研究所，他很快便掌握了許多深入的結果，寫了一些教學筆記，也進行過演講。不過他仍沒有原創性的研究結果。他自我要求很高，感到自己無法解決大問題，也不願只解決一些簡單、常規性的數學問題，形成不少心理負擔。雖然他在本科時已有這樣的感覺，但到了這裡，這個問題顯得更為逼切。最後，他認為自己的強項在於教學，申請了許多教職。此時，K G Ramanathan與Ramanujam合作，他們研究了一些華林問題的領域。
1964年他被診斷出有抑鬱症和精神分裂。1967年大卫·蒙福德到印度，Ramanujam曾幫他編寫講座筆記 （Abelian Varieties）。
他一度服用巴比妥酸鹽自殺，幸好救回。1970-71年，華威大學舉行「代數幾何年」，他到了那裡。回國後他申請了一些教職。1974年，他再度自殺，不幸成功。
許多數學家，如I. R. Shafarevich和大卫·蒙福德，都對他的能力都讚不絕口。

## 姓氏
注意他的姓氏和另一位印度數學家、自學成才的拉馬努金（Ramanujan）的串法的差別在於最尾的n和m。